# Pātea

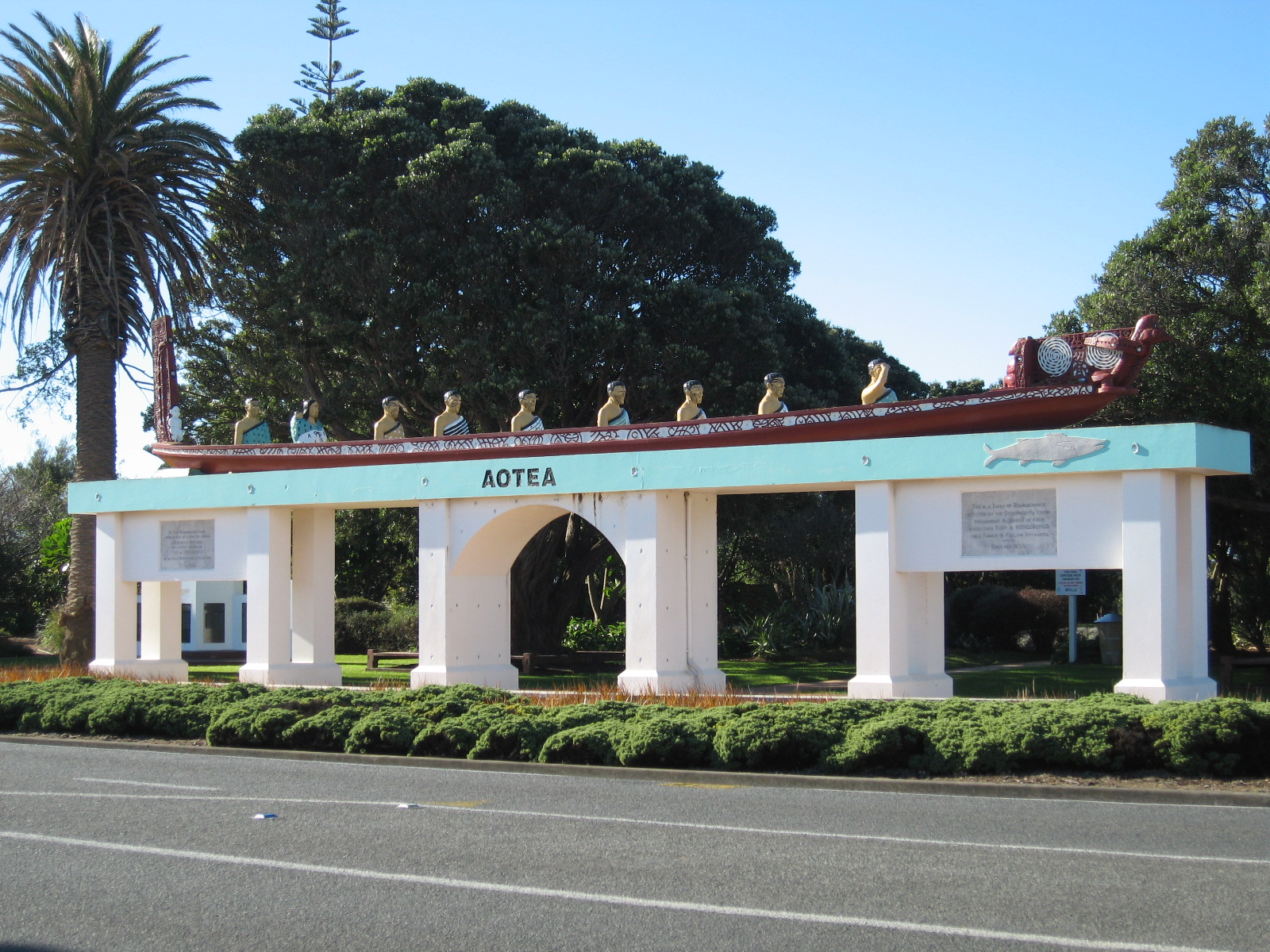
Denkmal für das Kanu Aotea in Pātea

Pātea ist ein Ort im South Taranaki District der Region Taranaki auf der Nordinsel von Neuseeland.

## Geographie
Der Ort befindet sich rund 25 km südöstlich von Hawera und rund 53 km nordwestlich von Wanganui am Pātea River, der gut 2 km südöstlich an der South Taranaki Bight in die Tasmansee mündet. Der nächstliegende Ort ist Waverley, rund 13 km östlich entfernt. Durch Pātea führt der New Zealand State Highway 3, der den Ort mit Hawera und Wanganui verbindet.

## Geschichte
Pātea, das zuvor von den europäischen Siedlern eine Zeit lang Carlyle oder Carlyle Beach genannt wurde, lag ursprünglich näher an der Mündung des Pātea River als heute. Während der Neuseelandkriege war Pātea ein strategisch wichtiges Militärlager. General Camerons Soldaten erreichten die Flussmündung am 15. Januar 1865 und baute auf beiden Seiten des Flusses eine Redouten. Nach dem Ende des Krieges wurde Pātea ein kleiner Handelsort mit einem Markt. Erste Grundstücke wurden 1870 an Siedler verkauft, gründete 1872 eine Schifffahrtsgesellschaft und begann die Hafenanlage des Ortes auszubauen. Um den Hafen zu schützen, wurden ab 1878 Wellenbrecher an der Flussmündung errichtet. Die Hafenanlage war noch bis 1959 in Betrieb.
1877 wurde der Carlyle Town Board zur Verwaltung des Ortes gegründet und am 13. Oktober 1881 von dem Borough Council des nun unter dem Namen Pātea firmierenden Ortes abgelöst. Im März 1885 wurde die Bahnstrecke Marton–New Plymouth, die über Pātea führte, fertiggestellt.
1883 wurde auf dem Ostufer des Pātea River die Pātea Meat-Freezing Works gegründet. Kühlhäuser zur Lagerung von Molkereiprodukten folgten 1901, mit anderen Erweiterungen entwickelten diese sich in die Pātea Freezing Co-Op, die Hauptarbeitgeber in Süd-Taranaki wurde und über Jahrzehnte die wirtschaftliche Basis des Ortes darstellte. Das Unternehmen wurde im September 1982 geschlossen. Im Februar 2008 kam es in den Ruinen zu mehreren Bränden. Diese verursachten schwere Schäden und durch die nun frei liegende Asbestisolierung der Kühlhäuser Gesundheitsrisiken, so dass die Stadt einen Abriss anstrebte. Im März 2010 wurde das Gelände in Grundstücke aufgeteilt, die einzeln verkauft werden sollten.

## Bevölkerung
Zum Zensus des Jahres 2013 zählte der Ort 1098 Einwohner, 3,7 % weniger als zur Volkszählung im Jahr 2006.

## Wirtschaft
Pātea ist Zentrum der umliegenden Farmwirtschaft mit Schafzucht und Milcherzeugung. In dem Ort selbst befinden sich Betriebe für den Landmaschinenbau, der Düngemittelherstellung und der Möbelherstellung.

## Verkehr
Pātea liegt an der Bahnstrecke Marton–New Plymouth, die seit 1977 nur noch im Güterverkehr bedient wird.

## Bildungswesen
Der Ort besitzt zwei Schulen. Die Pātea Area School ist eine Composite School, die Stand August 2015 mit den Jahrgangsklassen 1 bis 13 ausgestattet war und 112 Schüler zählte. Die Grundschule wurde 1875 gegründet.
Die St Joseph's School ist eine ins staatliche Bildungswesen integrierte Katholische Contributing Primary School für die 1. bis 6. Klasse, die im November 2015 nur noch 15 Schüler zählte. Die Schule wurde im Januar 1904 gegründet.

## Musik
1984 wurde Pātea durch die Gruppe des Pātea Māori Club und ihr One-Hit-Wonder Poi E als Zeichen für einen neuen Schwung in der Popmusik der Māori in Neuseeland bekannt.